# 우방기쥐
우방기쥐(Mus oubanguii)는 쥐과 생쥐속에 속하는 설치류의 일종이다. 중앙아프리카공화국에서만 발견된다. 자연 서식지는 건조 사바나 지대이다.